# Politropikus állapotváltozás

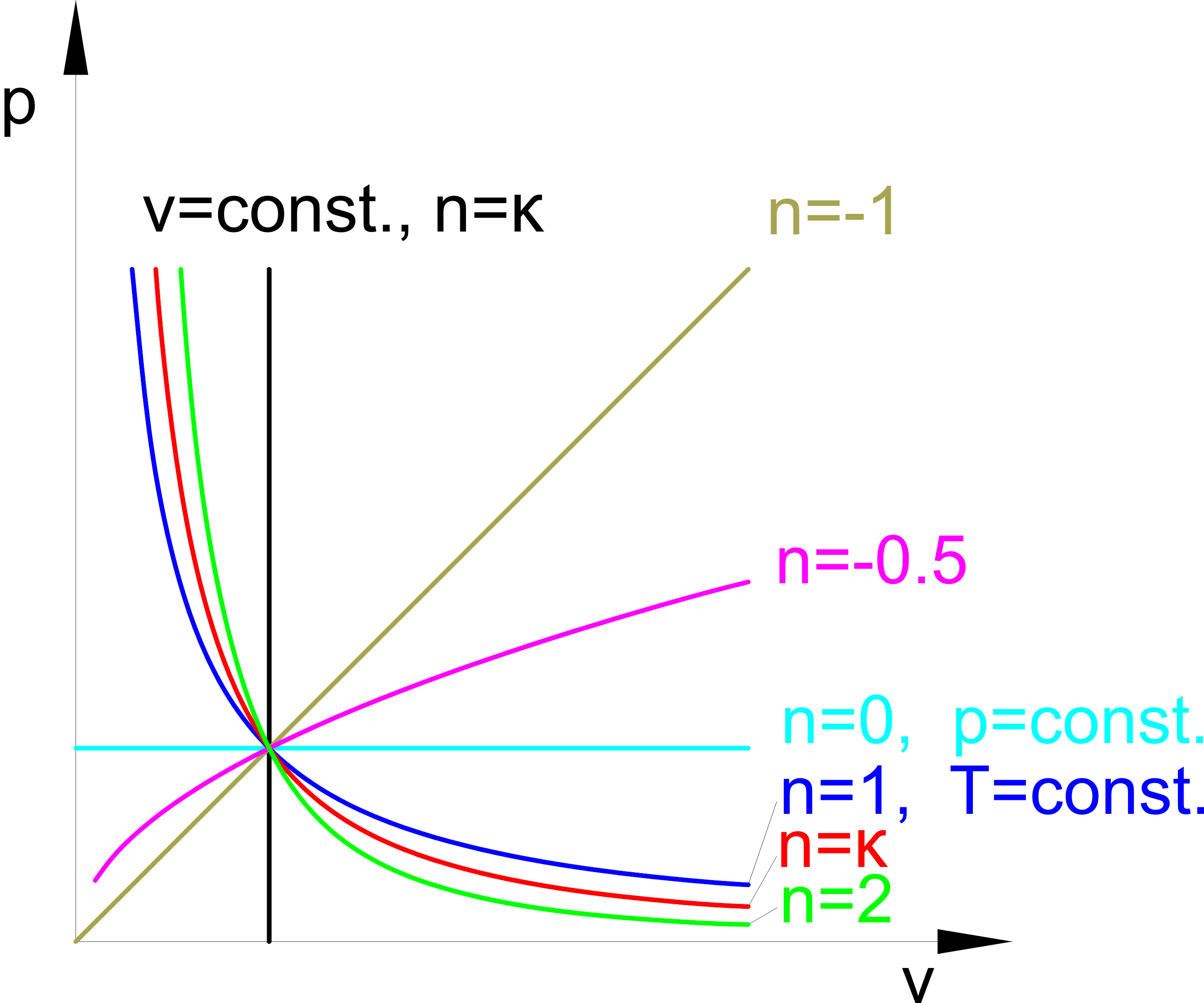
Politropikus állapotváltozások, a politropikus kitevő különböző értékeire a p-v diagramon

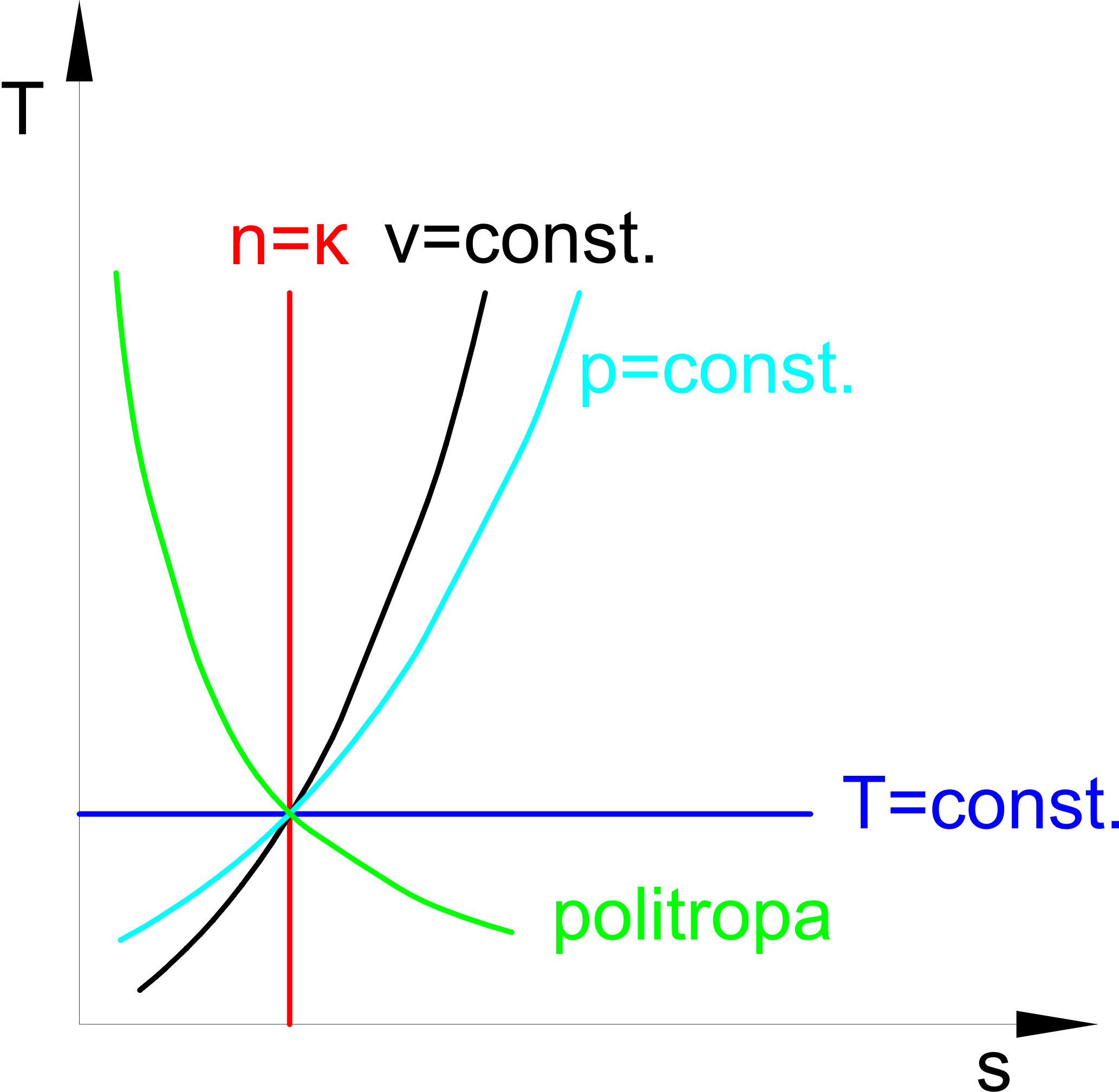
Állapotváltozások a T-s diagramon.

A politropikus állapotváltozás vagy politropikus folyamat olyan állapotváltozás, amely során a termodinamikai rendszerre igaz a {\displaystyle pV^{\,n}=C} egyenlet, ahol {\displaystyle p} a nyomás, {\displaystyle V} a térfogat, {\displaystyle n} a politropikus kitevő, {\displaystyle C} pedig konstans.
Ez a legáltalánosabb állapotváltozás. A hőközlés a környezettel tetszőleges. Az állapotjelzők közötti összefüggések:
{\displaystyle {\frac {p_{1}}{p_{2}}}=\left({\frac {v_{2}}{v_{1}}}\right)^{n};~~~~~{\frac {T_{1}}{T_{2}}}=\left({\frac {v_{2}}{v_{1}}}\right)^{n-1};~~~~~{\frac {T_{1}}{T_{2}}}=\left({\frac {p_{1}}{p_{2}}}\right)^{\frac {n-1}{n}}}
A politropikus kitevő értéke a gyakorlatilag fontos esetekben {\displaystyle 1\leq n\leq \kappa \,.}
A külső munka:
{\displaystyle L_{12}=\int _{1}^{2}p~v={\frac {1}{n-1}}(p_{1}v_{1}-p_{2}v_{2})={\frac {p_{1}v_{1}}{n-1}}\left(1-{\frac {T_{2}}{T_{1}}}\right)={\frac {p_{1}v_{1}}{n-1}}\left[1-\left({\frac {p_{2}}{p_{1}}}\right)^{\frac {n-1}{n}}\right]}
Az entrópiafüggvény:
{\displaystyle s_{2}-s_{1}=c_{n}\ln {\frac {T_{2}}{T_{1}}}},
ahol
{\displaystyle c_{n}=c_{v}{\frac {n-\kappa }{n-1}}}
a politropikus fajhő.
A belső energia változása az állapotváltozás során:
{\displaystyle q_{12}=u_{2}-u_{1}=c_{n}(T_{2}-T_{1})=c_{v}{\frac {n-\kappa }{n-1}}(T_{2}-T_{1})}
A közölt (elvont) hő és a közeg által végzett munka hányadosa:
{\displaystyle {\frac {q_{12}}{L_{12}}}={\frac {\kappa -n}{\kappa -1}}}
Megfelelően választott kitevővel minden állapotváltozás leírható a politropikus állapotváltozás egyenleteivel:
- n = 0: izobár állapotváltozás
- n = 1: izoterm állapotváltozás
- n = κ: adiabatikus állapotváltozás, κ az adiabatikus kitevő
- n = ∞: izochor állapotváltozás